# Liste der Träger des Silbernen Verdienstzeichens der Republik Österreich seit 1952
In dieser nicht vollständigen Liste sind Besitzer des Silbernen Verdienstzeichens der Republik Österreich (1952) mit kurzen Angaben zur Person und, wenn bekannt, zum Anlass der Verleihung aufgeführt.
Bei den Berufs- bzw. Funktionsbezeichnungen ist der Einheitlichkeit halber immer der erlernte Beruf (falls relevant, sonst der zum Zeitpunkt der Verleihung ausgeübte Beruf) und nachstehend die Funktion, gereiht nach politischer Ebene, angegeben.
Die Einträge sind, falls bekannt, nach dem Verleihungsjahr oder der Veröffentlichung sortiert, innerhalb des Jahres alphabetisch, die Jahresangaben haben aber aufgrund der verschiedenen Quellangaben eine Unschärfe, da die Zeit vom Antrag über die Verleihung bis zur Bekanntmachung mehrere Monate betragen kann.
Eine – teils unvollständige – Liste findet sich in einer Anfragebeantwortung des Bundeskanzlers:

## Träger
- Josef Strauß, Lehrer (1966)
- Albert Wöhrer (1968)
- Sepp Tezak, Kriminalbeamter (1978)
- Robert Sigl, Politiker (1983)
- Ernst Viehberger, Politiker (1983)
- Adalbert Melichar, Professor, Kulturamtsdirektor von Fischamend (1986)
- Helmut Egger, Landesbeauftragter für Sport und Kultur der Wiener Pfadfinder (1991)
- Rupert Fritzenwallner, Hofrat, Professor beim Bundesministerium für Landesverteidigung (1994)
- Walter A. Schwarz, Vizeleutnant im Heeresgeschichtlichen Museum (1994)
- Erich Meyer, Ingenieur und Amateurastronom (1997)
- Erwin Obermair, Amateurastronom (1997)
- Friedrich Zorn, Obmann der Landesgruppe Wien, Niederösterreich und Burgenland des Österreichischen Blinden- und Sehbehindertenverbandes (2002)
- Herta Margarete Habsburg-Lothringen, Bezirksvertrauensperson und Ausschussmitglied der Fachgruppe der Bestattung Niederösterreich (2006)
- Willi Renner, Gemeinderat von Ottenschlag, Kommandant des Feuerwehrabschnittes Ottenschlag und Kommandant der Freiwilligen Feuerwehr Ottenschlag (2006)
- Theresia Kriechbaum (2007)
- Michael Tschugmell, Kommandant der Freiwilligen Feuerwehr Bürs (2007)
- Elfriede Haas, Kammerrätin der Bezirksbauernkammer St. Pölten (2008)
- Elfriede Schremser (2008)
- Evelyne Seitz (2008)
- Jörg Christian Steiner, Generalsekretär der Österreichischen Albert Schweitzer-Gesellschaft (ÖASG) (2008)
- Hertha Roberta Bele, Mitglied des Vorstandes des Vereines der Österreicher in den Niederlanden (2008)
- Erika Muhr, Gemeinde- und Stadträtin von Perg (2009)
- Josef Reiterer, Polizeibeamter (2009)
- Johann Steyrer, Winzer, Obmann des Weinbauverbandes Traisental (2009)
- Gertraud Eisterer, Vizebürgermeisterin der Marktgemeinde Seewalchen am Attersee (2010)
- Franz Hauser, Vizebürgermeister der Gemeinde Berg im Attergau (2010)
- Peter Leber, Vizebürgermeister der Gemeinde Grünbach (2010)
- Johann Maderegger, Vizebürgermeister der Gemeinde Lochen am See (2010)
- Alois Pamminger, Vizebürgermeister der Gemeinde Schlatt (2010)
- Franz Peinbauer, Bürgermeister der Gemeinde Oepping (2010)
- Wolfgang Schreiberhuber, Bundesministerium für Landesverteidigung und Sport, (2010)
- Franz Stacheneder, Vizebürgermeister Gemeinde Fischlham (2010)
- Georg Wimmer, Gemeinderat der Stadtgemeinde Marchtrenk (2010)
- Rudolf Windpeßl, Vizebürgermeister der Gemeinde St. Willibald (2010)
- Waltraud Zajicek, Vizebürgermeisterin der Marktgemeinde Wolfsegg am Hausruck (2010)
- Maria Rollenitz, Schulrätin (2011)
- Helga Kreiner-Jandl, Unternehmerin (2012)
- Peter Kastanek, Beamter (2013)
- Friedrich Tschöp, Hauptschuldirektor und Vizepräsident des Österreichischen Kynologenverbandes (2014)
- Christine Hödl, ÖBB-Bedienstete
- Valentin Ladenbauer, Apotheker, Landespräsident für Oberösterreich der Österreichischen Apothekerkammer, Sportschütze und Lokalpolitiker
- Hans Schwanda, Alpinist und Sachbuchautor
- Anna Zedrohser, ÖBB-Bedienstete
- Antonia Steiner, Pflegeassistentin bei Rotes Kreuz Wien (2017)
- Abt Georg Wilfinger OSB (2025)